# DC Defenders
I DC Defenders sono una franchigia professionistica di football americano con sede ad Washington che gioca nella X Football League dalla stagione 2020. La franchigia disputa le sue gare all'Audi Field.
Washington si unì a New York, Seattle, Houston, Los Angeles, St. Louis, Tampa Bay e Dallas quali città inaugurali della lega. Le squadre hanno un roster di 40 giocatori attivi e disputano una stagione regolare da 10 partite. Vince McMahon, proprietario della lega, ha affermato "il gioco vedrà delle regole semplificate per velocizzare le partite che dovrebbero concludersi in meno di tre ore".

## Storia
Sette delle otto squadre inaugurali assegnate da Vince McMahon sono localizzate in città che hanno già una franchigia della NFL. Il 21 febbraio 2019, la squadra assunse Pep Hamilton, che veniva dal ruolo di assistente allenatore dei Michigan Wolverines, come primo capo-allenatore. Hamilton fu un alunno della Howard University ed era in contatto con il Commissioner della XFL Oliver Luck avendo allenato suo figlio Andrew, ex quarterback della NFL.
L'8 febbraio 2020, i Defenders vinsero la prima partita della nuova incarnazione della XFL, battendo i Seattle Dragons con un punteggio di 31-19.